# Angry Anderson
Gary Stephen « Angry » Anderson, né le 5 août 1947 à Melbourne, est un chanteur, acteur et présentateur de télévision australien. Il est le chanteur du groupe de hard rock Rose Tattoo depuis 1976.
Le 26 janvier 1993, Angry Anderson devient membre de l'ordre d'Australie.

## Filmographie
- Mad Max : Au-delà du dôme du tonnerre (1985) : Ironbar
- Bogan Hunters (2014-), lui-même